# Toray Pan Pacific Open 2024 - Doppio
Il doppio femminile del torneo di tennis professionistico Toray Pan Pacific Open 2024, facente parte della categoria WTA 500 nell'ambito del WTA Tour 2024, si è giocato dal 21 al 27 ottobre 2024 a Tokyo, in Giappone.
In finale Shūko Aoyama e Eri Hozumi hanno sconfitto Ena Shibahara e Laura Siegemund con il punteggio di 6-4, 7-6(3). É il ventesimo titolo in carriera per Aoyama ed il primo stagionale, mentre è il sesto titolo in carriera per Hozumi ed il primo dal 2022.
Ulrikke Eikeri e Ingrid Neel erano le detentrici del titolo, ma Neel ha scelto di non prendere parte a questa edizione del torneo, mentre Eikeri ha scelto di partecipare nel concomitante torneo di Guangzhou.

## Teste di serie
1. Gabriela Dabrowski /  Erin Routliffe (semifinale)
2. Asia Muhammad /  Demi Schuurs (quarti di finale)

1. Sofia Kenin /  Bethanie Mattek-Sands (semifinale, ritirate)
2. Cristina Bucșa /  Monica Niculescu (quarti di finale)

## Wildcard
1. Ayano Shimizu /  Eri Shimizu (primo turno)

## Tabellone

### Legenda
| - Q = Qualificato - WC = Wild card - LL = Lucky loser | - ALT = Alternate - SE = Special Exempt - PR = Protected Ranking | - w/o = Walkover - r = Ritirato - d = Squalificato |

|  | Primo turno | Primo turno                   | Primo turno             | Primo turno | Primo turno |  |  | Quarti di finale | Quarti di finale              | Quarti di finale        | Quarti di finale        | Quarti di finale        |   |      | Semifinali | Semifinali              | Semifinali              | Semifinali                    | Semifinali                    |   |    | Finale | Finale | Finale | Finale | Finale |  |
|  |             |                               |                         |             |             |  |  |                  |                               |                         |                         |                         |   |      |            |                         |                         |                               |                               |   |    |        |        |        |        |        |  |
|  | 1           | G Dabrowski E Routliffe       | G Dabrowski E Routliffe | 6           | 6           |  |  |                  |                               |                         |                         |                         |   |      |            |                         |                         |                               |                               |   |    |        |        |        |        |        |  |
|  |             | N Hibino M Katō               | N Hibino M Katō         | 3           | 3           |  |  | 1                | G Dabrowski E Routliffe       | G Dabrowski E Routliffe | 6                       | 7                       |   |      |            |                         |                         |                               |                               |   |    |        |        |        |        |        |  |
|  | WC          | A Shimizu E Shimizu           | 5                       | 6           | [3]         |  |  |                  | P Plipuech C-y Tsao           | P Plipuech C-y Tsao     | 1                       | 64                      |   |      |            |                         |                         |                               |                               |   |    |        |        |        |        |        |  |
|  |             | P Plipuech C-y Tsao           | 7                       | 2           | [10]        |  |  |                  |                               |                         |                         |                         |   |      | 1          | G Dabrowski E Routliffe | 4                       | 6                             | [5]                           |   |    |        |        |        |        |        |  |
|  | 4           | C Bucșa M Niculescu           | 4                       | 6           | [10]        |  |  |                  |                               |                         | S Aoyama E Hozumi       | 6                       | 2 | [10] |            |                         |                         |                               |                               |   |    |        |        |        |        |        |  |
|  |             | T Mihalíková O Nicholls       | 6                       | 4           | [8]         |  |  | 4                | C Bucșa M Niculescu           | 3                       | 6                       | [4]                     |   |      |            |                         |                         |                               |                               |   |    |        |        |        |        |        |  |
|  |             | S Aoyama E Hozumi             | 4                       | 7           | [10]        |  |  |                  | S Aoyama E Hozumi             | 6                       | 3                       | [10]                    |   |      |            |                         |                         |                               |                               |   |    |        |        |        |        |        |  |
|  |             | G Olmos A Panova              | 6                       | 64          | [4]         |  |  |                  |                               |                         |                         |                         |   |      |            | Shūko Aoyama Eri Hozumi | Shūko Aoyama Eri Hozumi | 6                             | 7                             |   |    |        |        |        |        |        |  |
|  |             | X Jiang F-h Wu                | 2                       | 7           | [4]         |  |  |                  |                               |                         |                         |                         |   |      |            |                         |                         | Ena Shibahara Laura Siegemund | Ena Shibahara Laura Siegemund | 4 | 63 |        |        |        |        |        |  |
|  |             | N Melichar-Martinez D Šnajder | 6                       | 6           | [10]        |  |  |                  | N Melichar-Martinez D Šnajder | 67                      | 6                       | [8]                     |   |      |            |                         |                         |                               |                               |   |    |        |        |        |        |        |  |
|  |             | Xin Wang S Zheng              | Xin Wang S Zheng        | 5           | 2           |  |  | 3                | S Kenin B Mattek-Sands        | 7                       | 3                       | [10]                    |   |      |            |                         |                         |                               |                               |   |    |        |        |        |        |        |  |
|  | 3           | S Kenin B Mattek-Sands        | S Kenin B Mattek-Sands  | 7           | 6           |  |  |                  |                               |                         |                         |                         |   |      | 3          | S Kenin B Mattek-Sands  | S Kenin B Mattek-Sands  | 2                             | r                             |   |    |        |        |        |        |        |  |
|  |             | E Cocciaretto V Tomova        | 6                       | 3           | [4]         |  |  |                  |                               |                         | E Shibahara L Siegemund | E Shibahara L Siegemund | 5 |      |            |                         |                         |                               |                               |   |    |        |        |        |        |        |  |
|  |             | E Shibahara L Siegemund       | 1                       | 6           | [10]        |  |  |                  | E Shibahara L Siegemund       | E Shibahara L Siegemund | 6                       | 6                       |   |      |            |                         |                         |                               |                               |   |    |        |        |        |        |        |  |
|  |             | M Hontama M Uchijima          | M Hontama M Uchijima    | 5           | 3           |  |  | 2                | A Muhammad D Schuurs          | A Muhammad D Schuurs    | 4                       | 2                       |   |      |            |                         |                         |                               |                               |   |    |        |        |        |        |        |  |
|  | 2           | A Muhammad D Schuurs          | A Muhammad D Schuurs    | 7           | 6           |  |  |                  |                               |                         |                         |                         |   |      |            |                         |                         |                               |                               |   |    |        |        |        |        |        |  |